# Лоу, Ник

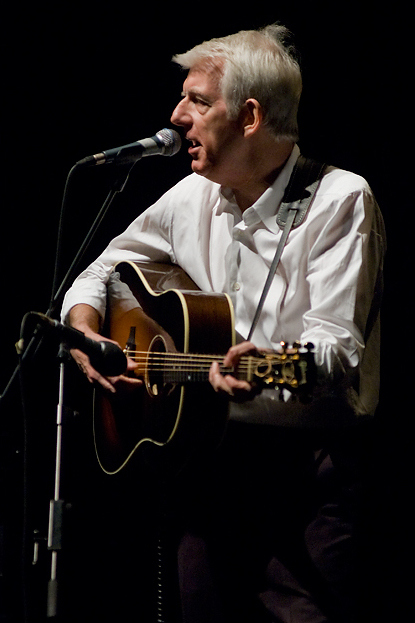
Ник Лоу. 12/11/08. Сан-Себастьян

Ник Лоу (англ. Nick Lowe; род. 24 марта 1949, в Уолтон-на-Темзе, Англия) — британский рок-музыкант, певец, автор-исполнитель и бас-гитарист; участник групп Kippington Lodge, Brinsley Schwarz, Rockpile, ключевая фигура в британском паб-роке 1970-х годов. Наивысшее достижение Ника Лоу в британских чартах — (#7 («I Love The Sound Of Breaking Glass», 1977).
В качестве продюсера Лоу сотрудничал с Элвисом Костелло, The Damned, Ричардом Хэллом; прямолинейным, жестким подходом к формированию студийного звука заслужил прозвище «The Basher»
В 1979 году Лоу женился на певице Карлин Картер; развелся в середине 1980-х, но сохранил связь с кантри-сценой (выступал с Джонни Кэшем). В его сольном творчестве последних лет преобладают баллады с мотивами кантри, соул, ритм-энд-блюза, американского рутс-рока.

## Биография
Ник Лоу, сын офицера Королевских ВВС, посещал независимую школу «Вудбридж скул» в Вудбридже, графство Саффолк. Музыкальная карьера Лоу началась в 1967 году, когда он вместе со своим школьным другом Бринзли Шварцем присоединился к группе Kippington Lodge. Коллектив при посредстве звукозаписывающей компании Parlophone Records записал и выпустил несколько синглов. В конце 1969 года музыканты изменили название группы на Brinsley Schwarz и стали исполнять музыку кантри, кантри-рок и блюз-рок. Ник Лоу написал свои наиболее известные композиции как раз находясь в этой группе, например, «(What’s So Funny 'Bout) Peace, Love, and Understanding», ставшую хитом в исполнении Элвиса Костелло в 1979 году, и «Cruel to Be Kind», свой собственный хит того же года.
Движение панк-рока было тесно связано с непритязательной музыкой паб-рокеров, не только из-за схожести трехаккордного рок-н-ролла, который они исполняли, но также из-за выступления в одних и тех же пабах. Из всей старой гвардии паб-рокеров Ник Лоу оказал наибольшее влияние на развитие панк-рока.
После ухода из Brinsley Schwarz в 1975 Лоу вместе с Дейвом Эдмундсом стал участником группы Rockpile. В августе 1976 года он выпустил на Stiff Records, где он начал работать в качестве продюсера, свой первый сингл «So It Goes»/«Heart of the City». Лейбл был основан, а сингл выпущен на деньги в сумме 400 фунтов стерлингов, взятые взаймы у Ли Бриё, участника группы Dr. Feelgood. Первым альбомом, вышедшим на Stiff Records стал мини-альбом Bowi, очевидно в шутку названный так в ответ на появившийся чуть раньше Low Дэвида Боуи. Лоу продолжил заниматься продюсированием на своем и других лейблах. В 1977 он спродюсировал альбом группы Dr. Feelgood Be Seeing You (песню «That’s It, I Quit» сочинил сам Ник Лоу). Композицию «Milk and Alcohol», вошедшую в альбом Private Practice той же группы он написал вместе с Джипи Мэйо, ещё одним музыкантом этого коллектива. Эта композиция попала в топ-10 чарта Великобритании.
Его ранние синглы и альбомы Jesus of Cool и Labour of Lust насыщены странноватыми шутками и
заразительной энергией, которые сделали эти работы одними из наиболее характерных поп-записей эпохи «новой волны».
Из-за того, что у двух основных вокалистов в Rockpile были контракты с разными звукозаписывающими компаниями и менеджерами, альбомы группы всегда выходили под именем одного из них: Лоу или Эдмундса. Существует только один официальный альбом Rockpile, Seconds of Pleasure(1980), выпущенный на закате сотрудничества музыкантов. На нём можно услышать песни Лоу «When I Write The Book» и «Heart». Два наиболее значительных соло-альбома Labour of Lust Лоу и Repeat When Necessary Эдмундса были по сути дела работами группы Rockpile (также, как и альбом Карлин Картер Musical Shapes).
Такие хорошо известные песни Лоу, как «I Love The Sound of Breaking Glass», «All Men Are Liars» и «Cruel to Be Kind» были написаны вместе с Иэном Гоммом и первоначально записаны вместе с Brinsley Schwarz. Более поздняя версия последней из перечисленных композиций попала на 12 место в чарте Billboard Hot 100.
В 1979 Лоу женился на кантри-певице Карлин Картер, дочери Джун Картер Кэш и певца Карла Смита (её отчимом был Джонни Кэш).
В 1990 году они развелись, но остались друзьями. Ник Лоу выступал и записывался с Джонни Кэшем. Кэш записал несколько песен, сочиненных Лоу.
После распада Rockpile, Лоу гастролировал некоторое время с группами Noise To Go и The Cowboy Outfit. После того, как «новая волна» начала приходить в упадок в начале 80-х годов, Ник Лоу обратился к более традиционной музыке и стал в итоге сочинять и исполнять музыку в стиле кантри-рок.
Он также участвовал в кратковременном студийном проекте Little Village вместе с Джоном Хайаттом, Раем Кудером и Джимом Келтнером. Все они собрались первоначально в таком составе для записи альбома Bring the Family (1987) Джона Хайатта.
Среди его работ последних 20 лет музыкальные критики особенно выделяют альбомы The Impossible Bird (1994), Dig My Mood (1998), The Convincer (2001), At My Age (2007). Последний на данный момент студийный альбом Ника Лоу, The Old Magic(2011), также признан многими музыкальными изданиями его удачей.

## Дискография

### Студийные альбомы
- Jesus of Cool (1978)
- Pure Pop for Now People (1978: американское издание дебютного альбома)
- Labour of Lust (1979)
- Nick the Knife (1982)
- The Abominable Showman (1983)
- Nick Lowe & His Cowboy Outfit (1984)
- The Rose of England (1985)
- Pinker and Prouder than Previous (1988)
- Party of One (1990)
- The Impossible Bird (1994)
- Dig My Mood (1998)
- The Convincer (2001)
- At My Age (2007)
- The Old Magic (2011)
- Quality Street: A Seasonal Selection for All the Family (2013)

### Мини-альбомы
- Bowi (1977)
- Tokyo Bay (2018)
- Love Starvation (2019)

### Концертные альбомы
- Untouched Takeaway (2004)

### Сборники
- 16 All Time Lowes (1984)
- Nick’s Knack (1986)
- Basher:The Best Of Nick Lowe (1989)
- The Wilderness Years (1991, сборник)
- The Doings (1999, бокс-сет)
- Quiet Please… The New Best of Nick Lowe (2009)

### Синглы
| Дата выпуска | Название                                            | Место в хит-параде | Место в хит-параде | Место в хит-параде | Место в хит-параде |
| Дата выпуска | Название                                            | Великобритания     | Австралия          | Канада             | США                |
| ------------ | --------------------------------------------------- | ------------------ | ------------------ | ------------------ | ------------------ |
| 1976         | «So It Goes»                                        | —                  | —                  | —                  | —                  |
| 1976         | «Keep It Out of Sight»                              | —                  | —                  | —                  | —                  |
| 1977         | «The Bowi EP»                                       | —                  | —                  | —                  | —                  |
| 1977         | «Halfway to Paradise»                               | —                  | —                  | —                  | —                  |
| 1978         | «I Love the Sound of Breaking Glass»                | 7                  | —                  | —                  | —                  |
| 1978         | «Little Hitler»                                     | —                  | —                  | —                  | —                  |
| 1978         | «American Squirm»                                   | —                  | —                  | —                  | —                  |
| 1979         | «Crackin' Up»                                       | 34                 | —                  | —                  | —                  |
| 1979         | «Cruel to Be Kind»                                  | 12                 | 12                 | 12                 | 12                 |
| 1979         | «Switch Board Susan»                                | —                  | —                  | 81                 | —                  |
| 1980         | Rockpile: «Teacher Teacher»                         | —                  | 83                 | 31                 | 51                 |
| 1982         | «Stick It Where the Sun Don’t Shine»                | —                  | —                  | 35                 | —                  |
| 1982         | «Burning»                                           | —                  | —                  | —                  | —                  |
| 1982         | «My Heart Hurts»                                    | —                  | —                  | —                  | —                  |
| 1983         | «Ragin' Eyes»                                       | —                  | —                  | —                  | —                  |
| 1983         | «Wish You Were Here»                                | —                  | —                  | —                  | —                  |
| 1984         | «Half a Boy and Half a Man»                         | 53                 | 66                 | —                  | —                  |
| 1984         | «L.A.F.S»                                           | —                  | —                  | —                  | —                  |
| 1985         | «I Knew the Bride (When She Used to Rock 'n' Roll)» | —                  | 26                 | —                  | 77                 |
| 1987         | «Lovers Jamboree»                                   | —                  | —                  | —                  | —                  |
| 1990         | «All Men Are Liars»                                 | —                  | 76                 | —                  | —                  |
| 1994         | «True Love Travels on a Gravel Road»                | —                  | —                  | —                  | —                  |
| 1993         | «I Live on a Battlefield»                           | —                  | —                  | —                  | —                  |
| 1997         | «You Inspire Me»                                    | —                  | —                  | —                  | —                  |
| 2001         | «She’s Got Soul»                                    | —                  | —                  | —                  | —                  |